# Close to the Sun
Close to the Sun — приключенческая игра в жанре хоррор от первого лица, разработанная итальянским производителем видеоигр Storm in a Teacup и опубликованная британской компанией Wired Productions. Разработанная на движке Unreal Engine, игра вышла в мае 2019 года на Microsoft Windows и октябре на PlayStation 4, Xbox One и Nintendo Switch.
Игра была отмечена большим сходством с серией BioShock. Она получила похвалу за свою творческую концепцию, увлекательное повествование и богатую и впечатляющую среду, но была раскритикована за игровой процесс и головоломки.

## Геймплей
Close to the Sun — это приключенческая игра в жанре ужасов с видом от первого лица. В течение 10 глав игровой процесс состоит из подбора ключей для открывания дверей, решения головоломок и поиска предметов коллекционирования, при этом получая представление о жизни на Гелиосе. Есть последовательности погони, которые происходят в разные моменты кампании. Они требуют, чтобы игроки нажимали подсказки кнопок, чтобы перепрыгивать препятствия. Прогуливаясь, можно заметить, что залы заполнены освещенными тенями, которые, кажется, воспроизводят сцены из прошлого.

## Синопсис

### Сеттинг
Действие игры происходит в альтернативной реальности в 1897 году, во время технологической войны между изобретателями Николой Теслой и Томасом Эдисоном.
В то время как история начинается на маленькой лодке, игрок проводит большую часть времени на борту гигантского океанского лайнера в ретро-стиле «Гелиоса», служащего «пристанищем для величайших ученых умов». Helios — самый большой корабль в мире, он в основном состоит из различных частных помещений и лабораторий, кроме того, на нем есть внутренняя железнодорожная система, сады, театр, больница, кинотеатр и многие другие объекты, включая башню Теслы на самой верхней палубе. Корабль принадлежит и управляется вымышленной компанией «Wardenclyffe», которую возглавляет Тесла.
Большая часть обстановки расширена в различных документах, таких как письма и газеты, разбросанные по всему кораблю; Эти документы дают краткое представление о мире, в котором происходит игра, и о некоторых произошедших событиях. Эти события включают политическую напряженность между Теслой и различными странами, которые видят в его огромном богатстве, изобретательности и ресурсах угрозу, а также борьбу, с которой Тесла сталкивается с многочисленными шпионами, работающими на Эдисона, которые прибыли на его корабль.

### Сюжет
Игра начинается с того, что Роуз Арчер прибывает на «Гелиос» после получения загадочного письма от своей сестры Ады, которая была приглашена на борт корабля из-за её известных научных исследований. В нём Ада извиняется за то, что так быстро оставила Роуз, и просит её приехать на «Гелиос», к письму прилагается странное устройство связи. Роуз садится на корабль, но с удивлением обнаруживает, что он пустой. В вестибюле она обнаруживает слово «Карантин», нарисованное на дверях, прежде чем они закрываются и оставляют её внутри.
Роуз путешествует по кораблю, прежде чем Ада свяжется с ней через устройство связи. Она утверждает, что не отправляла никаких писем, хотя искомое письмо было написано почерком Ады. Две сестры решают попробовать встретиться в комнате Ады в общежитии. Направляясь туда Роуз натыкается на несколько изувеченных тел ученых «Гелиоса». Кроме того, повсюду нацарапаны слова «Время не река» и «Круг должен быть разорван». Ада сообщает, что в одном из экспериментов со временем на борту корабля произошёл несчастный случай, но её природу и ответственного она не называет. Изучая теорию одного электрона, учёные черпали бесконечный запас электричества из самого времени. Объясняя это, Ада также предполагает, что её будущая версия отправила письмо Роуз, используя исследования, которые она проводила на Гелиосе.
Во время этих событий Роуз начала видеть призраков людей, занимающихся своими повседневными делами до аварии. Роуз также получила сообщение от Обри, который застрял в машинном отделении и просит её о помощи, но Роуз готова сделать это только после того, как найдет свою сестру. Обри разговаривает с трупом друга, которого он называет «Бенни».
Ада оказывается в ловушке в операционной лаборатории биологии и просит Роуз найти одну из её тетрадей для исследований, которая спрятана в её комнате. Роуз находит блокнот, но затем попадает в ловушку Теслы, который утверждает, что пытается справиться с ситуацией. Роуз обращается за помощью к Обри, чтобы пройти через объект, поскольку его местонахождение в машинном отделении позволяет ему получить доступ к различным частям корабля. Взамен она обещает прийти и спасти его, найдя Аду. Обри соглашается на сделку и открывает ей дверь. Когда Роуз начинает покидать общежитие, она встречает сумасшедшего, который под бормотание о разрыве круга убивает неизвестного ей учёного. Обри называет его Людвигом и инструктирует Роуз, как сбежать через ближайшую железнодорожную станцию и сесть в вагон. Однако Людвиг видит Роуз и начинает её преследовать; он знает, кто она такая, и обвиняет её в нынешней ситуации. В конце концов Роуз убегает от него.
Железнодорожный вагон сходит с рельс из-за поврежденных участков пути, и Роуз вынуждена идти в биологические лаборатории пешком. Во время путешествия она натыкается на странный синий туман, который Обри называет «Экзотической энергией», полученной в результате экспериментов с электричеством-временем. Затем она становится свидетелем того, как странный монстр убивает двух ученых, прежде чем начинает преследовать её. Обри спасает её, запечатав монстра за дверью, назвав его «аномалией времени» и описывая его как антитело во времени, пытающееся уничтожить инфекцию. Однако они могут появляться только в присутствии экзотической энергии.
Роуз оказывается рядом со смотровой площадкой, ведущей в операционную, и ненадолго воссоединяется с Адой, однако экзотическая энергия начинает заполнять комнату. Ада просит Роуз найти спрятанную в театре вторую записную книжку с остальными её исследования, прежде чем её убьет временная аномалия. Роуз сломлена этими событиями и сначала хочет сдаться, но решает найти все исследования Ады и спасти Обри. Роуз направляется в театр, где видения Ады и Теслы направляют её ко второй тетради.
Как только Роуз находит блокнот, Людвиг снова сталкивается с ней. Ей удается сбежать, и она случайно заманивает его в ослабленный участок коридора, который рушится под их весом и бросает Людвига в огонь. Затем Роуз направляется в машинное отделение, чтобы найти Обри. Решив несколько головоломок, она прибывает в машинное отделение и попадает в засаду Обри, который подслушивал её разговоры с Адой. Он был уважаемым исследователем до прибытия Ады, но после её прибытия и успехов был понижен в должности до работы в машинном отделении. Именно Обри ответственен за затопление операционной экзотической энергией и смерть Ады, теперь он хочет получить её исследования и закрыть трещину, став героем и заслужить благосклонность Теслы. Взбешенная Роуз обещает убить Обри, который после этого убегает, оставив раненую Роуз сражаться с аномалиями времени.
Роуз спасает Тесла, которому каким-то образом удается избавиться от аномалий времени. Он заботится о ней, пока она без сознания, прежде чем уйти, чтобы попытаться остановить Обри. Тесла считает, что исследования Ады находятся за пределами знаний Обри и что ему удастся только усугубить разрыв. Он заручается поддержкой Роуз через коммуникатор, когда она просыпается и направляется к Башне Теслы для борьбы с Обри. Когда Роуз идёт к башне, она попадает в операционную и обнаруживает исчезновение тела Ады. Затем у неё возникает видение, как она несёт тело Ады в сад; Событие, о котором она не помнит, что означает, что её видения могут быть больше, чем кажутся.
Опасения Теслы подтверждаются, когда Обри начинает отводить энергию от различных частей корабля, пытаясь закрыть трещину, но это только усугубляет ситуацию. Роуз начинает подниматься на башню, и ей удается отвлечь Обри на достаточно долгое время, чтобы Тесла добрался до вершины и начал решать проблему. Однако вместе с Роуз появляется тяжело раненый Людвиг, который наносит её удар в руку и убивает Обри. Он пытается убить Теслу, но его спасает Роуз, которая активирует механизмы вокруг них, чтобы убить Людвига электрическим током. Оборудование находится в критическом состоянии, и Тесла приказывает Роуз сбежать с исследованиями Ады.
Роуз удается сбежать из башни, прежде чем она рухнет. Тесле связывается с ней по коммуникатору и сообщает, что он тоже выжил неизвестным образом. Он направляет Роуз к своей личной спасательной капсуле, которая выбрасывается из корабля, когда тот тонет. Игра заканчивается клиффхэнгером: Роуз в капсуле читает письмо Ады, понимая скрытый в нём смысл, прежде чем Тесла заявляет, что исследование Ады является ключом ко всему и что, используя его, они могут все отменить и спасти её.

## Приём
| Сводный рейтинг       | Сводный рейтинг                                |
| Агрегатор             | Оценка                                         |
| --------------------- | ---------------------------------------------- |
| GameRankings          | 66,57 %                                        |
| Metacritic            | PC: 65/100 NS: 55/100 PS4: 68/100 XONE: 76/100 |
| Иноязычные издания    |                                                |
| Издание               | Оценка                                         |
| IGN                   | (PC) 7,2/10                                    |
| Jeuxvideo.com         | (PC) 14/20                                     |
| Nintendo Life         | (NS)                                           |
| Nintendo World Report | (NS) 6/10                                      |
| Push Square           | (PS4)                                          |
| AdvGamers             | (PC)                                           |

Close to the Sun был встречен «смешанными или средними» отзывами, согласно агрегатору Metacritic.
IGN положительно оценил игру, написав: «Хотя иногда тупые головоломки и медленный темп могут вызвать разочарование и повторение, это душераздирающее и продуманно продуманное приключение от начала до конца». Adventure Gamers похвалил уникальный сеттинг, визуальный дизайн, озвучку и предысторию альтернативной истории, критикуя при этом медленную скорость движения, отсутствие существенного взаимодействия с игроком, технические проблемы и чрезмерную зависимость от скримеров и неуклюжих сцен погони.
Push Square аналогичным образом наградил порт для PS4 6 звездами из 10, высоко оценив дизайн окружающей среды, насыщенную атмосферу и интригующий сеттинг, но раскритиковав кульминацию повествования и неспособность игры оставаться увлекательной.
Nintendo Life дал игре 5 звёзд. Изданию понравился мир и напряженная атмосфера, в качестве основных недостатков были указаны технические неполадки, плохо выполненную предпосылку и отсутствие страха. Nintendo World Report дал порту 6 баллов из 10, высоко оценив художественное оформление, скримеры, напряженные эпизоды и привлекательную предпосылку, а также выразил недовольство плохим исполнением сюжета, последовательностями погони, алиасингом, всплывающими объектами, текстурами и частота кадров исключительно для порта.